# Шолканы
Шолканы (рум. Şolcani, Шолкань) — село в Сорокском районе Молдавии. Является административным центром коммуны Шолканы, включающей также село Новая Курешница.

## География
Село расположено на высоте 200 метров над уровнем моря.

## Население
По данным переписи населения 2004 года, в селе Шолкань проживает 1253 человека (604 мужчины, 649 женщин).
Этнический состав села:
| Национальность | Число жителей | Процентный состав |
| -------------- | ------------- | ----------------- |
| молдаване      | 1245          | 99,36             |
| украинцы       | 3             | 0,24              |
| русские        | 3             | 0,24              |
| румыны         | 2             | 0,16              |
| Всего          | 1253          | 100 %             |